# 外國人登錄證
外國人登錄證（韓語：외국인등록증）是大韩民国出入境管理局发给居住期间高于91天的外国人的身份证。美国日本等国家可以申请留学之前直接申请登录证，中国大陆公民一开始只能申请90天短期语言签证，满足出勤率体检等条件后可以延发登录证。

## 另見
- 住民登錄證
- 住民登錄（朝鲜语：주민등록）
- 住民登錄法（朝鲜语：대한민국 주민등록법）

## 外部連結
- 출입국·외국인정책본부